# Leone Maciel Fonseca
Leone Maciel Fonseca (Papagaios, 24 de maio de 1950) é ex prefeito de Sete Lagoas. Apenas 4 dias antes do julgamento dos embargos de declaração do processo que cassou seu segundo mandato de Prefeito de Sete Lagoas, Leone Maciel enviou carta de renúncia à Câmara de Vereadores. Leone também já foi vice-prefeito , vereador , e  presidente da câmara municipal da cidade .  
Em 2006 assumiu a prefeitura de Sete Lagoas depois que o então prefeito Ronaldo Canabrava teve seu mandato cassado por atos de improbidade administrativa. Foi eleito novamente prefeito em outubro 2016 , com pouco mais de 50 mil votos.Em 19 de dezembro de 2018 teve seu mandato cassado por abuso de poder econômico na campanha de 2016 ao qual foi eleito prefeito. Continuou no cargo até 07 de Março de 2019, quando renuciou ao cargo. No dia 11 de Março de 2019 o Tribunal Eleitoral de Minas Gerais finalizou o processo retirando os direitos políticos de Leone Maciel durante 08 anos. 